# ريكس ديفيس
ريكس ديفيس (بالإنجليزية: Rex Davis)‏ هو ممثل بريطاني (وحمل سابقاً جنسية المملكة المتحدة لبريطانيا العظمى وأيرلندا)، ولد في 7 نوفمبر 1890 في المملكة المتحدة، وتوفي بنفس المكان في 1 ديسمبر 1951.

## وصلات خارجية
- ريكس ديفيس على موقع IMDb (الإنجليزية)
- ريكس ديفيس على موقع قاعدة بيانات الفيلم (الإنجليزية)